# Гравітаційний парадокс

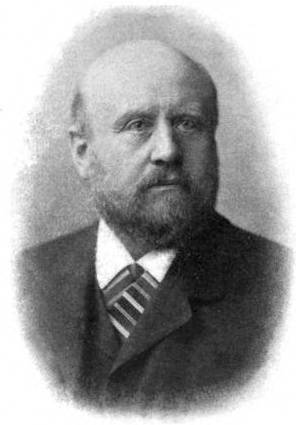
Гуго фон Зеелігер

Гравітаційний парадокс, або парадокс Неймана — Зеелігера — історична космологічна проблема, яка випливає із класичної теорії тяжіння і яку можна сформулювати таким чином:
| У нескінченному Всесвіті з евклідовою геометрією і ненульовою середньою густиною речовини гравітаційний потенціал усюди набуває нескінченних значень. |

Парадокс названо на честь німецьких вчених Карла Неймана і Гуго Зеелігера, які його опублікували наприкінці XIX-го сторіччя. Гравітаційний парадокс виявився найсерйознішим ускладненням теорії тяжіння Ньютона, і обговорення цієї теми відіграло значну роль в усвідомленні науковим співтовариством того факту, що класична теорія тяжіння непридатна для вирішення космологічних проблем. Численні спроби поліпшити теорію тяжіння увінчалися успіхом у 1915 році, коли Альберт Ейнштейн завершив розробку загальної теорії відносності, в якій цей парадокс відсутній.

## Історія появи
Якщо густина речовини ρ довільно розподілена в просторі, то гравітаційне поле, яке вона створює, у класичній теорії визначається гравітаційним потенціалом φ. Щоб знайти цей потенціал треба розв'язати рівняння Пуассона:
{\displaystyle \Delta \varphi =-4\pi G\rho ,}
Тут {\displaystyle G} - гравітаційна стала. Загальне рішення цього рівняння можна записати у вигляді:
| {\displaystyle \varphi =-G\int {\frac {\rho dV}{r}}+C,} | (1) |

де r - відстань між елементом об'єму dV і точкою, в якій визначається потенціал φ, С - довільна стала.
У 1894—1896 роках німецькі вчені  Карл Нейман і Гуго Зеелігер, незалежно один від одного, проаналізували поведінку інтеграла у формулі (1) для всього нескінченного Всесвіту. Вони з'ясували, що якщо середня густина речовини у Всесвіті ненульова, то інтеграл розходиться. Ба більше, щоб потенціал набув скінченного значення, необхідно, щоб середня густина речовини у Всесвіті зі зростанням {\displaystyle r} зменшувалась швидше, ніж {\displaystyle {\frac {1}{r^{2}}}.} Якщо зазначену умову порушено, то, як показав Зеелігер, залежно від способу переходу до межі в інтегралі сила тяжіння, що діє на довільне тіло, може набувати будь-якого значення, зокрема, нескінченного.
Зеелігер зробив висновок, що зі зростанням масштабу у Всесвіті середня густина речовини має швидко зменшуватись і на межі прямувати до нуля. Цей висновок суперечив традиційним уявленням про нескінченність й однорідність Всесвіту та породжував сумнів у тому, чи можна за допомогою ньютонівської теорії досліджувати космологічні проблеми.

## Пропозиції щодо вирішення проблеми
На межі XIX-XX століть було запропоновано кілька варіантів вирішення проблеми.

### Скінченна маса речовини
Найпростіше припустити, що у Всесвіті існує лише скінченна кількість речовини. Цю гіпотезу розглядав ще Ісаак Ньютон у листі до Річарда Бентлі. Аналіз показав, що подібний «зоряний острів» згодом, під дією взаємовпливу зір, або з'єднається в одне тіло, або розсіється в нескінченній порожнечі. Альберт Ейнштейн, розглядаючи принцип рівномірного розподілу речовини в нескінченному Всесвіті, писав:

Це уявлення несумісне з теорією Ньютона. Ба більше, остання вимагає, щоб світ мав щось на зразок центру, де густина зір була б максимальною, і щоб ця густина зменшувалась з відстанню від центру так, що на нескінченності світ був би зовсім порожнім. Світ мав являти собою скінченний зоряний острів у нескінченному океані простору.
Це уявлення не дуже задовільне саме по собі. Воно незадовільне ще й тому, що призводить до того, що випромінене зорями світло, а також окремі зорі мають безперервно віддалятися в нескінченність, ніколи не повертаючись і не вступаючи у взаємодію з іншими об'єктами природи. Такий світ, матерія якого сконцентрована в скінченному просторі, мав би повільно, але систематично спустошуватися.

### Ієрархічний Всесвіт
Ієрархічна структура (фрактальна космологія або «острівний Всесвіт»), яку запропонував Йоганн Ламберт, була більш витонченою спробою вирішити проблему. 1761 року Ламберт опублікував «Космологічні листи про будову Всесвіту», де припустив, що Всесвіт улаштований ієрархічно: кожна зоря з планетами утворює систему першого рівня, далі ці зорі об'єднуються в систему другого рівня і т.д. 1908 року шведський астроном Карл Шарльє показав, що в ієрархічній моделі Ламберта щоб усунути гравітаційний парадокс досить припустити для кожних двох сусідніх рівнів ієрархії таке співвідношення між розмірами {\displaystyle R_{k}} систем і середньою кількістю {\displaystyle N_{k}} систем нижнього рівня в системі наступного рівня:
{\displaystyle {\frac {R_{k}}{R_{k-1}}}>{\sqrt {N_{k}}},}
тобто, розміри систем мали зростати досить швидко. У 30—40-х роках XX-го сторіччя гіпотеза була популярною, однак у XXI столітті ідеї Шарльє майже не мають послідовників, оскільки модель Ламберта (і фрактальна космологія взагалі) суперечить низці сучасних спостережних даних, особливо різним непрямим свідченням малості коливань гравітаційного потенціалу у видимому всесвіті.

### Модифікація закону всесвітнього тяжіння
Третя група гіпотез містила різні модифікації закону всесвітнього тяжіння. Німецький фізик Август Фьоппль припустив (1897), що у Всесвіті існує речовина з негативною масою, яка компенсує надлишок тяжіння. Гіпотезу про існування речовини з негативною масою ще 1885 року висунув англійський математик і статистик Карл Пірсон. Він вважав, що «мінус-речовина», відштовхуючись від звичайної, перемістилась у віддалені райони Всесвіту, але деякі відомі зорі з великим власним рухом, можливо, складаються з такої речовини. Вільям Томсон (1884 рік) аналогічну роль речовини, що гасить, відводив ефіру, який, на його думку, притягує тільки сам себе, створюючи додатковий тиск.
Деякі вчені намагалися виходити з нез'ясованого в межах ньютонівської теорії аномального зсуву перигелію Меркурія. Найпростішим варіантом була «гіпотеза Холла», згідно з якою квадрат відстані у формулі закону всесвітнього тяжіння слід замінити на трохи більшу ступінь. Таке коригування досягало відразу двох цілей — гравітаційний парадокс зникав (інтеграли ставали кінцевими), а зсув перигелію Меркурія можна було пояснити, якщо підібрати відповідний показник ступеня для відстані. Однак, як незабаром з'ясувалося, із новим законом не узгоджується рух Місяця.
Зеелігер і Нейман запропонували ще одну модифікацію закону всесвітнього тяжіння:
{\displaystyle F=G\cdot {m_{1}\cdot m_{2} \over R^{2}}e^{-\lambda R}}
У ній додатковий множник {\displaystyle e^{-\lambda R}} забезпечує швидше, ніж у Ньютона, зменшення тяжіння зі збільшенням відстані. Підбір коефіцієнта згасання {\displaystyle \lambda } дозволяв також пояснити зсув перигелію Меркурія, однак тоді рух Венери, Землі й Марса переставав відповідати спостереженнями.
Були й інші спроби поліпшити теорію гравітації, але до робіт Альберта Ейнштейна всі вони були безуспішними — нові теорії або не пояснювали повною мірою зсув перигелію Меркурія, або давали хибні результати для інших планет.

### Неевклідова геометрія простору
Від 1870-х років почали з'являтися перші гіпотези про те, що для вирішення парадоксу слід припустити у Всесвіті неевклідову геометрію (Шерінг, Кіллінг, пізніше Шварцшильд і Пуанкаре). Німецький астроном Пауль Гарцер схилявся до думки, що кривина простору позитивна, оскільки тоді об'єм Всесвіту скінченний, і разом із гравітаційним зникає також фотометричний парадокс. Проте пояснити зсув перигелію Меркурія за допомогою цієї гіпотези не вдалося — розрахунки показали, що кривина простору виходить неправдоподібно великою.

## Сучасне трактування
Ньютонівська теорія тяжіння, як з'ясувалося на початку XX століття, непридатна для розрахунку сильних полів тяжіння. У сучасній фізиці її замінили на загальну теорію відносності Ейнштейна (ЗТВ). Нова теорія тяжіння призвела до створення науки космології, що містить низку різноманітних моделей світобудови. У цих моделях гравітаційний парадокс не виникає, оскільки сила тяжіння в ЗТВ є локальним наслідком неевклідової метрики простору-часу, і тому сила завжди однозначно визначена й скінченна.
Першу статтю з релятивістської космології опублікував сам Ейнштейн у 1917 році, вона називалася «Питання космології й загальна теорія відносності» (нім. Kosmologische Betrachtungen zur allgemeinen Relativitätstheorie). У цій статті Ейнштейн послався на гравітаційний парадокс як доказ непридатності ньютонівської теорії в космології, і підсумував: «Ці труднощі, мабуть, не можна подолати, залишаючись в рамках теорії Ньютона».
Оскільки залишаються деякі неточності в розрахунках орбіт космічних тіл, доречні подальші пошуки. Для експерименту Стевіна-Галілея, відомого можливим скиданням мушкетної кулі і ядра з Пізанської вежі, і взагалі для всіх земних експериментів з переконливою точністю достатній закон Ньютона, в якому маса тіла m просто ігнорується як зникаюче мала в порівнянні з масою Землі МЗ. Але не можна ігнорувати співставні за масою космічні тіла. Почасти це зрозуміло з відомої "задачі двох тіл", не спірна її фрактальність для взаємодії Землі з одним тілом. Закон Ньютона для Землі з урахуванням цього можна записати так:
{\displaystyle F={Gm(M_{\text{З}}+m) \over (R_{\text{З}}+h)^{2}}},  де m маса тіла, що падає з висоти h. Прискорення падіння 
{\displaystyle g={F \over m}={G(M_{\text{З}}+m) \over (R_{\text{З}}+h)^{2}}}.  
У загальному вигляді, в порівнянні з {\displaystyle F={GmM \over R^{2}}}, у формулі  {\displaystyle F={Gm(M+m) \over R^{2}}} сила тяжіння F більша, і, з нарощуванням маси m тіла, що падає, вона швидше зростає, але у прискоренні вільного падіння  {\displaystyle g={F \over m}={G(M+m) \over R^{2}}} враховані гравітації і/або інерції обох тіл, що взаємно притягуються. Пошук більш швидкого зменшення гравітації з відстанню, якщо воно потрібне чи вірне*, буде вестися з меншим числом неточних факторів.
Натурні випробування ускладнені граничними параметрами і точністю - необхідне максимально точне (не нижче шуканої точності результату) врахування, з виокремленням шуканої пари, відразу всього комплексу взаємодій об'єктів Сонячної системи і не тільки їх. Сучасні комп'ютери забезпечують такі розрахунки, але це не виключає швидшого спрощеного знаходження першорядних об'єктів використанням вагових коефіцієнтів параметрів і взаємодії.
* Оскільки вихідні дані переважно гіпотетичні, слід врахувати і можливість менших відстаней між об'єктами в Просторі, наприклад, з меншим z червоного зсуву Доплера, то і з нижчим згасанням тяжіння. Певним чином це вплине на дослідження гравітаційного парадоксу. 

## Див. Також
- Космологічні парадокси
- Фотометричний парадокс